# 九如里 (青島市)
36°04′12.7″N 120°18′55″E / 36.070194°N 120.31528°E

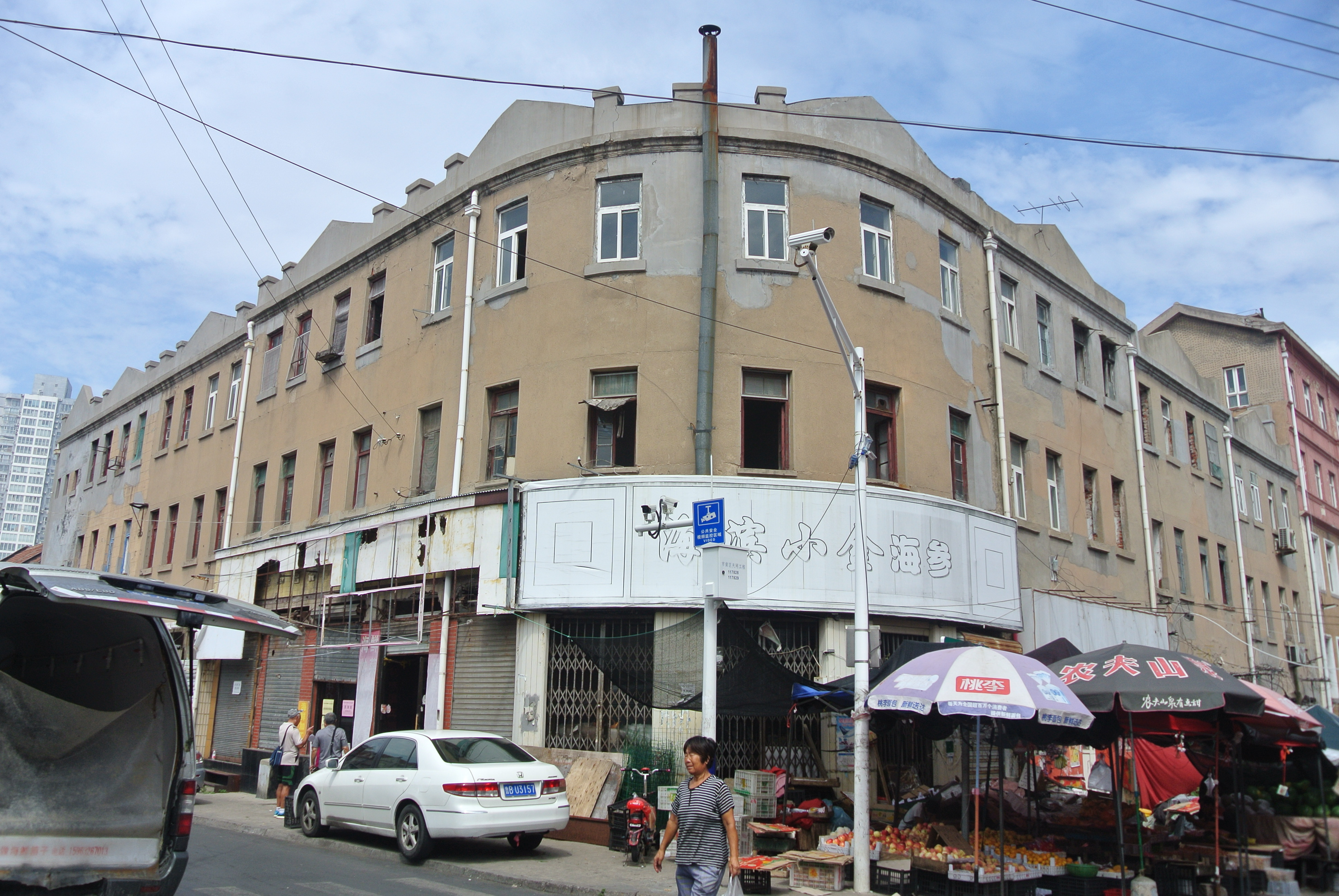
九如里东南角，2017年8月

九如里是一座位于中国山东省青岛市市南区四方路博山路路口西北角的里院建筑，门牌号为四方路41-49号、博山路50-54号，建于1931-1932年。

## 历史

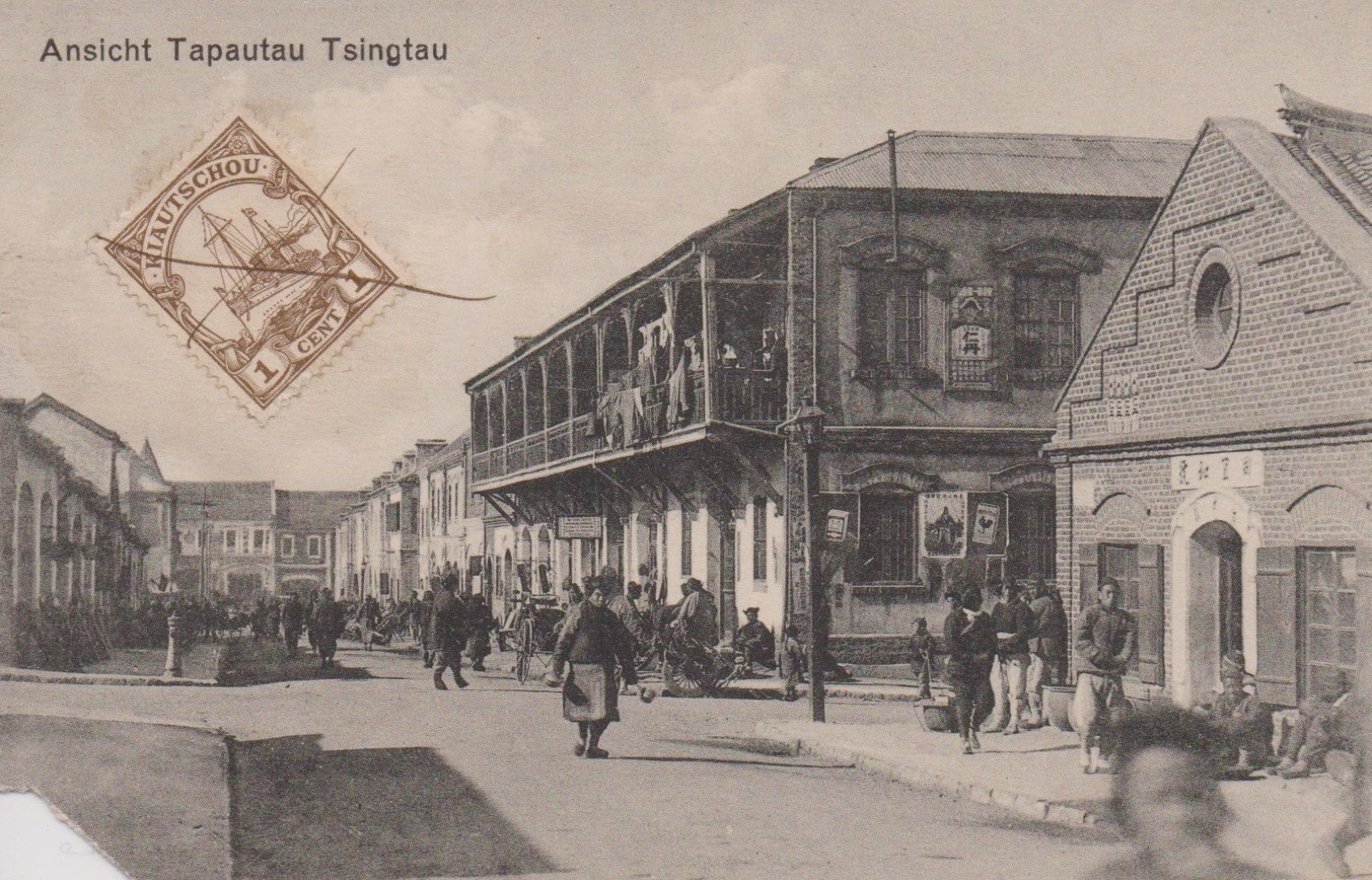
德占时期的四方路博山路路口，中央带有木制挑廊的二层楼即为九如里原址

九如里原址最初为一栋建成于1903年的二层商住楼。
1931年9月至1932年10月，浙商金升卿在此处新建一座大楼，由建筑师范维滢设计，华丰恒营造厂施工，名为“九如里”。“九如”之名出自《诗经·小雅·鹿鸣之什·天保》，即如山、如阜、如冈、如陵、如川之方至、如月之恒、如日之升、如南山之寿、如松柏之茂。同时建造的还有同一地块对角处、同由金升卿开发的三多里。旧时青岛“三大茶社”（一说“八大茶庄”）之一的瑞芬茶庄曾设于楼内。瑞芬茶庄位于四方路43号，由浙江籍商人金云筝开设于1930年代，前清军机大臣吴郁生题写牌匾。2013年，因中山路改造，瑞芬茶庄迁出此处，与福生德茶庄合并经营。2021年至2023年，九如里经历整修。

## 建筑
九如里地上3层，地下1层，其平面格局与传统里院不同，平面为“L”型，划分为7个相连的商业单元，每个商业单元上下4个房间，每单元设有上下连接的楼梯，地上一层作为店铺使用，二、三层为店铺店员办公、住宿场所，地下室作仓库使用。大楼背街一面设有外走廊连接各水平房间及西端的公共楼梯间。西端的公共楼梯间一层为连接街道与院内的拱门。厨房与卫生间不设在主楼中。建筑临街立面按照平面格局进行纵向划分，路口转角处理为圆角，立面原本设计有细致的装饰纹样，但在建造时并未使用，而是使用普通的人造石墙面。